# Ilse Thiele
Ilse Thiele (Berlin, 1920. november 4. – Berlin, 2010. január 10.) német politikus. 1954 és 1989 között a SED Központi Bizottságának tagja volt. 1953 és 1989 között a Demokratikus Női Liga elnöke volt.